# Клобук (Љубушки)
Клобук је насељено мјесто у Босни и Херцеговини у општини Љубушки које административно припада Федерацији Босне и Херцеговине. Према попису становништва из 1991. у насељу је живјело 1.579 становника.

## Географски положај
Клобук се налази око 15 km удаљен од града Љубушки на магистралном путу M-6 Груде — Љубушки — Чапљина — Метковић.

## Историја
Први помен Клобука датира из 1585. године у османском попису села Имотске (нахија Имота) и Љубушке крајине (нахија Љубушки). Ту је рођен Иван Мусић, војода и један од вођа устанка против Турака.

## Становништво
| Националност       | 1991.          | 1981.          | 1971.          |
| Хрвати             | 1.555 (98,48%) | 1.721 (98,06%) | 1.974 (99,59%) |
| Муслимани          | 0              | 0              | 1 (0,05%)      |
| Срби               | 0              | 2 (0,11%)      | 2 (0,10%)      |
| Југословени        | 0              | 17 (0,96%)     | 0              |
| остали и непознато | 24 (1,51%)     | 15 (0,85%)     | 5 (0,25%)      |
| Укупно             | 1.579          | 1.755          | 1.982          |

## Познате личности
- Иван Мусић, војвода и католички свештеник
- Злата Артуковић, песникиња
- Андрија Артуковић, хрватски усташки официр
- Звонимир Ремета, књижевник
- Петар Бaрбарић, католички свештеник